# Jacques-René Brisay de Denonville
Jacques-René Brisay, marchese di Denonville (10 dicembre 1637 – 22 settembre 1710), è stato un militare e funzionario francese.

## Biografia
Settimo figlio di Pierre de Brisay e di Louise d'Alès de Corbet, Jacques-René entrò giovanissimo nell'armata del Re di Francia. Nel 1664 come capitano di reggimento prese parte alla guerra contro i pirati barbareschi di Algeri. Nel 1668 divenne capitano dei dragoni. Nel novembre 1668 si sposò con Catherine Courtin; dalla loro unione nacquero tre figli.
Denonville partecipò fin dal 1672 alla guerra franco-olandese dove si distinse come militare competente, venendo promosso a tenente colonnello nel 1673 e a colonnello nel 1675. Nel 1681 fu promosso ispettore generale dei dragoni per le province delle Fiandre, dell'Hainaut, dell'Artois e della Piccardia. Nel 1683 divenne generale dei dragoni.
Nel 1685 fu nominato governatore generale della Nuova Francia, carica che detenne per quattro anni. Nel 1689 venne richiamato in Francia. Successivamente ottenne il titolo di maresciallo. Nel 1690 divenne sotto-governatore del duca d'Anjou e nel 1697 del duca di Berry. Visse gli ultimi anni nel castello di famiglia. Morì nel 1710. Venne sepolto nella cripta della cappella del suo castello.

## Stemma
| Image | Stemma |
| ----- | --- |
|       | Jacques-René Brisay Marchese di Denonville Burellato d'argento e di rosso di otto pezzi. Ornamenti esterni da marchese. |